# Rättspsykiatrisk undersökning
Rättspsykiatrisk undersökning (RPU), är en psykiatrisk undersökning som genomförs enligt lagen (1991:1137) om rättspsykiatrisk undersökning efter beslut av domstol i brottmål.
För att en rättspsykiatrisk undersökning skall vara aktuell krävs enligt §2 i Lag (1991:1137) om rättspsykiatrisk undersökning, att [...] den misstänkte har erkänt gärningen eller övertygande bevisning har förebragts om att han har begått den . Därtill får beslut om genomförande av rättspsykiatrisk undersökning inte tas om påföljden för brottet bedöms kunna stanna vid böter.
Syftet med undersökningen är att utröna om ett visst brott genomförts under inflytande av allvarlig psykisk störning, och om det finns skäl att överlämna den person som undersöks till rättspsykiatrisk vård i stället för att döma denne till fängelse.
Undersökningen kan genomföras endera efter ett erkännande inför domstol av den tilltalade eller efter genomförd rättegång, där domstolen finner den tilltalade skyldig. Innan pläderingar hålls av parterna i rättegången och dom avkunnas, i det sistnämnda fallet, genomförs undersökningen.
Tidigare kallades RPU ofta för "stor rättspsykiatrisk undersökning", att jämföra med en så kallad paragraf 7-undersökning som gick under namnet "liten rättspsykiatrisk undersökning".
En RPU ska lämnas in till rätten inom fyra veckor om den misstänkte är häktad, annars inom sex veckor. Syftet med den drygt timslånga paragraf 7-undersökningen är att utröna huruvida den undersökte behöver genomgå en RPU.

## Rättspsykiatrisk utredning
Det finns, i Sverige, två typer av rättspsykiatriska undersökningar, § 7-undersökning (ibland kallad liten rättspsykiatrisk undersökning) och rättspsykiatrisk undersökning. En § 7-undersökning syftar till att utreda om en allvarlig psykisk störning (APS) möjligtvis kan föreligga hos gärningspersonen vid tiden för brottet och/eller om personen har behov av rättspsykiatrisk vård. Därutöver ligger den som beslutsgrund till om en rättspsykiatrisk undersökning är befogad. En § 7-undersökning är en preliminär bedömning som görs av en psykiater, eller rättspsykiater som kontrakterats av Rättsmedicinalverket (RMV). Ett § 7-undersökningsutlåtande vägleder inte bara till om en RPU är befogad utan kan även fungera som underlag för överlämnande av personen till rättspsykiatrisk vård utan särskild utskrivningsprövning (SUP). Om en person döms till rättspsykiatrisk vård utan SUP skall den rättspsykiatriska vården upphöra om (1) personen inte längre bedöms lida av en allvarlig psykisk störning, eller (2) om det till följd av personens psykiska hälsa eller förhållanden i övrigt ej är påkallat att denne vårdas under frihetsberövande och/eller tvång, eller att denne kan ges öppen rättspsykiatrisk vård. En § 7-underökning omfattar ungefär en timmes bedömning, vid ett tillfälle, och årligen genomförs ca 1700 sådana undersökningar.
I Sverige genomgår cirka 550 personer rättspsykiatrisk undersökning varje år och ungefär 300 överlämnas till rättspsykiatrisk vård. Bland dem som genomgår rättspsykiatrisk undersökning är 90 % män och 10 % kvinnor. Genomsnittsåldern är drygt 30 år. Dessa undersökningar utförs vid två rättspsykiatriska avdelningar inom RMV, en i Stockholm och en i Göteborg. På uppdrag av RMV görs även rättspsykiatriska undersökningar på den psykiatriska kliniken vid Norrlands universitetssjukhus i Umeå, men vid denna enhet sker endast undersökningar av personer som är på fri fot i väntan på rättegång.
Om personen är häktad skall den rättspsykiatriska undersökningen påbörjas inom sju dagar. Undersökningen genomförs under högst fyra veckor för personer som är häktade och under sex veckor för personer på fri fot. Om undersökningen bedöms vara i nödvändigt behov av ytterligare tid kan chefen för undersökningsenheten ansöka om anstånd hos domstolen vilka kan medge detta om synnerliga skäl föreligger. Sådana synnerliga skäl kan vara tid som krävts för avgiftning eller att den undersöktes hälsotillstånd ej medgett att undersökningen kunnat genomförts under föreskriven tid. Den undersökte skall alltid upplysas om undersökningens syfte samt de förutsättningar som gäller vid den, exempelvis att de som genomför undersökningen inte har någon tystnadsplikt gentemot domstolen. Den rättspsykiatriska undersökningen ska innehålla standardiserad diagnostik enligt gällande ICD- och DSM-system. Utredningen skall präglas av förståelse för hur psykologiska, biologiska och sociala faktorer påverkar och samspelar vid uppkomsten av psykiska störningar och brottsligt beteende. Om personen ändrar sig i skuldfrågan krävs ställningstagande av domstol till om undersökningen skall slutföras.
Undersökningen genomförs av ett rättspsykiatriskt team bestående av forensisk socialutredare (socionom), psykolog, rättspsykiater (läkare) och omvårdnadspersonal, sjuksköterska. Den huvudsakliga metodiken är samtal, som kan utföras av hela teamet för att underlätta kunskapsutbyte mellan professionerna och undvika dubbelarbete. När behov föreligger används tolk i utredningen. Den forensiska socialutredaren står för insamling av underlag om den misstänkte och skriver en socialutredning. Utifrån samtal och olika typer av tester gör psykologen sin bedömning i ett eget utlåtande. Bland annat görs bedömningar av allmänintellektuell förmåga och personlighet. Beroende på de preliminära frågeställningar som undersökningsteamet har, anpassas undersökningens innehåll och vilka tester som utförs. Om den undersökte personen varit häktad under undersökningen beskriver vårdpersonalen hur personen har fungerat på avdelningen utifrån strukturerade observationer. Rättspsykiatern gör de medicinska undersökningarna. Den somatiska undersökning är ofta inriktad på neurologiska frågeställningar, hormonella och kromosomala rubbningar. Utredning av eventuellt drogmissbruk skall även alltid ingå. Utredningsteamet sammanfogar sina delutredningar till ett gemensamt utlåtande. Rättspsykiatern är ansvarig för detta slutliga rättspsykiatriska utlåtande som lämnas till rätten.

## Rättspsykiatriskt utlåtande
Det rättspsykiatriska utlåtandet är ett sakkunnigutlåtande, som innehåller en bedömning av förekomsten av allvarlig psykisk störning vid tiden för gärningen samt vid tiden för den rättspsykiatriska undersökningen. Det ingår också en bedömning av förutsättningarna för överlämnandet till rättspsykiatrisk vård och huruvida den rättspsykiatriska vården skall vara förenad med särskild utskrivningsprövning (SUP) eller ej. Utöver de kriterier som skall vara uppfyllda för att den rättspsykiatrisk vård utan SUP skall upphöra, beaktas inte enbart vårdbehovet och utan även risken för återfall i brottslighet vid beslut om upphörande av rättspsykiatrisk vård med SUP. Domstolen följer nästan alltid det förslag som undersökningsteamet ger i sitt utlåtande. I de fall då inget förslag lämnas döms den utredde personen oftast till fängelse. Allvarlig psykisk störning är ett juridiskt, snarare än ett medicinskt, begrepp. Av de personer som genomgår RPU bedöms över 95 procent ha någon typ av psykisk störning. Däremot är det endast ungefär hälften av alla undersökta som bedöms ha en allvarlig psykisk störning i lagens mening. Cirka 45 procent av de undersökta rekommenderas rättspsykiatrisk vård, medan runt 15 procent ges rekommendation om skyddstillsyn eller vård inom socialtjänsten.

## Fängelseförbud
Sedan en lagändring av Brottsbalkens 30 kap 2008 finns inte längre något absolut fängelseförbud för personer som bedömts begått brott under påverkan av en allvarlig psykisk störning. Personen ska i första hand dömas till annan påföljd än fängelse och endast dömas till fängelse om synnerliga skäl föreligger. När rätten bedömer huruvida det finns sådana synnerliga skäl beaktas om brottet har ett högt straffvärde, om den tilltalade saknar eller har ett begränsat behov av psykiatrisk vård, om den tilltalande i anslutning till brottet själv vållat sitt tillstånd genom rus eller på något annat liknande sätt samt omständigheterna i övrigt.

## Vårdtider
Henrik Belfrage beskriver i sin studie Rättspsykiatriska vårdtider vs. fängelsetider (1996) den, i vilket fall vid tiden för studien, rådande uppfattningen om att de som döms till rättspsykiatrisk vård är frihetsberövade under en avsevärt kortare tid än de som blir dömda till fängelse. I sin studie konkluderas att denna uppfattning inte vilar på empirisk grund. Det verkar snarare vara så att vårdtiderna för de som döms till rättspsykiatrisk vård är avsevärt längre än strafflängden för de som avtjänar sitt straff på anstalt. De som vårdas på rättspsyiatrisk institution vistas i genomsnitt mer än två gånger så lång tid än de som vistas på fängelse för liknande brott. Enligt Belfrage är detta dessutom troligtvis en underskattning och att skillnaderna sannolikt är ännu större. Detta då många, 48%, av de hade dömts till vård fortfarande inte skrivits ut vid tiden för studiens genomförande. Motsvarande siffra för de som dömts till fängelse var 7 % . I studien härleds skillnaderna mellan tiderna för frihetsberövande till stor del från den särskilda utskrivningsprövningen för de som dömts till vård. I och med det är det inte bara vårdbehovet som styr huruvida någon skall friges, utan även potentiell återfallsrisk i kriminalitet av allvarligare slag. Problemet med en sådan lagstiftning har kritiserats då den förflyttar beslutet om vård från att tas på grundval av medicinskt vårdbehov, till att tas på grundval av återfallsbenägenhet. Det är då, till syvende och sist, jurister som bestämmer när den rättspsykiatriska vården skall avslutas och inte den ansvarige psykiatern.

## Skillnader i bedömning
Kritik har framförts vad gäller skillnader i bedömning mellan de olika utredningsenheterna i Stockholm respektive Göteborg. Vad anbelangar personer som utreds och som bedöms vara psykossjuka, kärngruppen av de undersökta, har överensstämmelsen visat sig vara hög mellan olika enheter och utredare. Däremot påträffades skillnader gällande andelen av de icke-psykossjuka individerna som bedömdes ha en allvarlig psykisk störning. Ett exempel på en sådan skillnad var att personer som erhållit en personlighetsstörningsdiagnos i Göteborg i högre utsträckningen bedömdes lida av en allvarlig psykisk störning (28 %), än de som erhållit en liknande diagnos i Stockholm (8 %). Ett motsatt förhållande gäller de som bedömts lida av en autismspektrumstörning, då var det vanligare att bedömas lida av en allvarlig psykisk störning om utredningen skett i Stockholm än om den skett i Göteborg.